# Карусель
Карусе́ль (от фр. carrousel, итал. carosello) — аттракцион, представляющий собой вращающуюся платформу, на которой установлены (либо подвешены к крыше, либо прикреплены к центральной стойке) сиденья, сделанные чаще всего в виде лошадок, автомобильчиков и других животных или транспортных средств.

## История
В XVI веке каруселями (слово тогда имело мужской род) называли праздники, пришедшие на смену рыцарским турнирам. В других источниках указано что Карусель (итал. carosello, франц. carrousel — конная военная игра, достигшая большого развития в XVII столетии (заменив турниры), из Италии перешли во Францию при Генрихе IV, и сохранившаяся до конца XIX столетия. Карусель часто включал в себя конные балеты и показательные выступления всадников. Праздники отличались пышностью нарядов как участников, так и зрителей и привлекали большое внимание. Традиция доехала и до России. Так, 16 июня 1766 года перед Зимним дворцом был устроен грандиозный Карусель. В параде принимала участие процессия, состоявшая из четырёх кадрилей: Славянской, Римской, Индийской, Турецкой. Второй раз карусель был устроен на том же месте, в том же году 11 июля. Подробное описание этих каруселей приводятся в газете Прибавление к Санкт-Петербургским ведомостям, 1766 год, № 51 и № 58.
Пародируя показательные выступления всадников, в XVIII веке французские инженеры начали строить аттракцион — вращающуюся платформу, с установленными на ней деревянными лошадьми, сидя на которых посетители должны были снимать копьём кольца со столбов или поражать установленные по кругу мишени. Одну из таких механических каруселей привез в Россию Петр I. Впоследствии аттракцион упрощался, постепенно придя к знакомому нам сегодня виду.
Карусель может приводиться в движение как двигателем (обычно электрическим), так и силами самих крутящихся, которые перед тем как сесть на карусель, раскручивают её. Такие карусели, которые нужно раскручивать самим катающимся, часто устанавливают на детских игровых площадках.
Карусели постоянно эволюционировали. Начиная от простых вращающихся конструкций (таких как площадочная карусель), к цепочным каруселям («Цирк», «Сказка», «Тропикана») и до каруселей со сложным движением с помощью гидравлики (как мини-джет «Таити»).
Кроме аттракционов, каруселями часто называют другие механизмы, имеющие сходное поведение — например, в автоматизированных линиях по разливу напитков, упаковке сыпучих веществ или производству печатной продукции. В веб-дизайне каруселью называется элемент интерфейса, обычно размещаемый на стартовой странице веб-сайта, представляющий собой череду сменяющих друг друга через определённые интервалы баннеров. В иностранных аэропортах каруселью также называют вращающиеся ленты по выдаче багажа.
В переносном смысле каруселью называют канитель, неразбериху, череду быстро сменяющихся предметов или событий, круговерть, часто бестолковую, например, «бесконечная карусель меняющихся министров».

## Галерея
- Карусельные лошади
- Лошадь 1909 г. Маркуса Иллионса в стиле Кони-Айленд
- Лошадь 1900 г. Сальваторе Чернильяро для Дентзеля в филадельфийском стиле
- Карусельная лошадь компании Allan Herschell в стиле сельской ярмарки

- Французская старомодная карусель с лестницей в Ла-Рошель
- Праздник карусели на площади Гран-Плас в Брюсселе в 1565 году по случаю свадьбы герцога Пармы Алессандро Фарнезе и принцессы Марии Португальской в кругу Франса Флориса, Библиотека Варшавского университета
- Карусель в Бункё, Япония
- Поездка развлечений Сэвиджа по морю на суше, где всадники бегали вверх и вниз, как будто они были в море. Его новшество в виде «скачущей лошади» сегодня можно увидеть на каруселях
- Карусель, построенная в 1905 году Густавом Дентцелем и до сих пор работающая в Рочестере